# Liste der Monuments historiques in Murat (Allier)
Die Liste der Monuments historiques in Murat (Allier) führt die Monuments historiques in der französischen Gemeinde Murat auf.

## Liste der Bauwerke
| Bezeichnung                                       | Beschreibung                       | Standort | Kennzeichnung | Schutzstatus   | Datum     | Bild           |
| ------------------------------------------------- | ---------------------------------- | -------- | ------------- | -------------- | --------- | -------------- |
| Château de Chatignoux (Fotos in der Base Mérimée) | Schloss, erbaut im 15. Jahrhundert | (Lage)   | PA00093234    | Inscrit        | 2010      |                |
| Château de Murat                                  | Schloss, erbaut im Mittelalter     | (Lage)   | PA00093233    | Inscrit        | 1930      | weitere Bilder |
| Kirche St-Nicolas                                 | Erbaut im 12. Jahrhundert          | (Lage)   | PA00093235    | Classé Inscrit | 1931 1958 | weitere Bilder |

## Liste der Objekte
- Monuments historiques (Objekte) in Murat in der Base Palissy des französischen Kultusministeriums